# 모리안

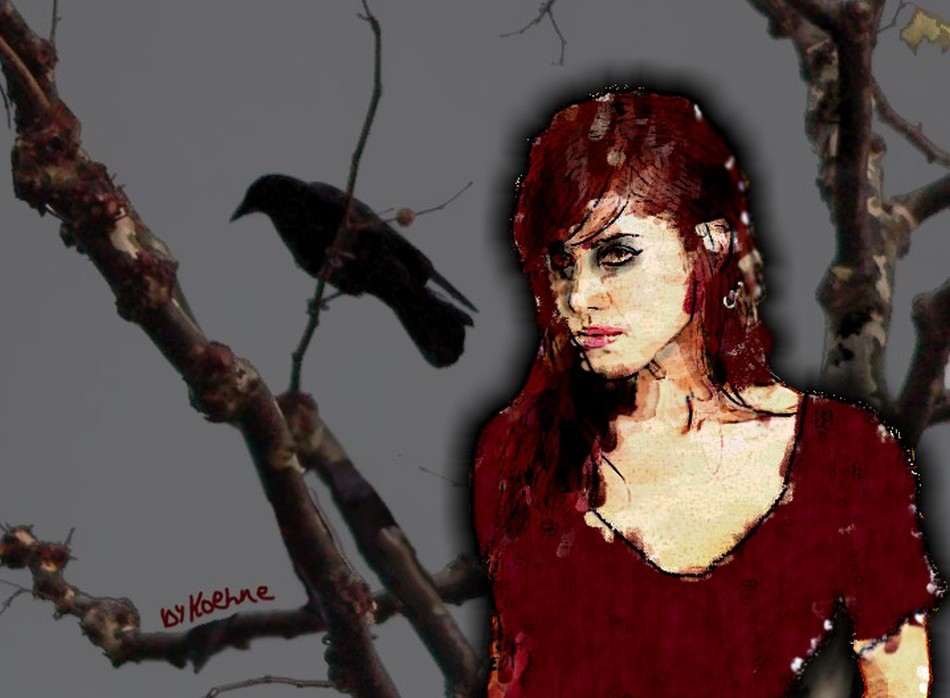

모리안(Morrígan; Mórrígan; Morríghan, Morrígu)은 아일랜드 신화에 등장하는 여신이다.
모리안은 전투, 투쟁, 권력의 여신이다. 모리안은 종종 전사들의 위를 날아다니는 까마귀의 모습으로 나타나며, 얼스터 대계에서는 뱀장어, 늑대, 소 등의 모습으로 변신하기도 했다. 이런 점 때문에 대개 전쟁의 여신으로 여겨지지만, 소로 변신한 적이 있다는 점에서 다산, 풍요, 대지와 연관짓기도한다.
종종 자매 여신들이 삼신일체를 이룬 존재가 곧 모리안들(Morrígna)이라고 묘사되기도 하는데, 그 구성원은 변동이 심하다. 가장 흔한 조합은 바이브(Badb), 마하(Macha), 네반(Nemain)이고, 바이브, 마하, 아난(Anand)인 경우도 있다. 아난이 모리안의 또다른 이름이며 즉 바이브, 마하, 모리안이 삼신일체를 이룬다는 해석도 있다. 모리안은 그 외에도 페아(Fea) 등 여러 가지 이름으로 불렸다.

## 어원 연구
모리안의 이름의 의미가 무엇인지에 대해서는 다소의 의견충돌이 있다. Mor는 공포(terror) 또는 극악무도함(monstrousness)을 의미하는 인도유럽어족 어근에서 유래된, 고대 영어 단어 maere(현대 영어의 "악몽nightmare"에 해당) 및 스칸디나비아어의 mara("몽마mare"), 고대 러시아어의 "mara"("악몽")와 동계어일 가능성이 있다. 한편 rígan은 여왕(queen)으로 번역된다. 켈트 조어(-祖語; Proto-Celtic)로 복원하면 *Moro-rīganī-s가 된다. 따라서, 모리안Morrígan은 "공포의 여왕"이라는 뜻이고, 흔히 "허깨비 여왕"(Phantom Queen)으로 윤문된다. 이 어원이 현재의 학계에서 대체로 선호되고 있다.
중세 아일랜드어에서는 모리안(Morrigan)의 o 위에 장음 부호를 붙여서 Mórrígan이라고 쓰곤 하는데, 이 경우에는 ‘위대한 여왕’(Great Queen)을 의미하려는 의도가 있어 보인다(고대 아일랜드어에서 모르mór는 위대한great 라는 뜻이다. 만약 이것이 맞다면 켈트 조어 *Māra Rīganī-s에서 파생되었을 것이다). 휘틀리 스톡스는 이 장음이 들어간 표기는 중세 당시에 유행한 민간어원으로 인한 틀린 것이라고 판단하였다. 또한 근현대의 작가들에 의해 모리안을 웨일스의 아서 왕 전설에 등장하는 모건 르 페이(Morgan le Fay)와 연관지으려는 시도가 있는데, 모건 르 페이의 mor는 바다(sea)를 의미하는 웨일스어 어근에서 파생된 것으로, 켈트언어학상 모리안과는 문화적 언어적 뿌리가 다르다.

## 출전

### 신화 대계
모리안은 아일랜드 신화 대계부터 등장한다. 12세기의 유사역사서 모음집 《에린 침략의 서》(Lebor Gabála Érenn)에 보면 모리안은 투어허 데 다넌 신족의 일원으로, 그 아버지는 피어허 막 델베흐이고 어머니는 누아다 아르게틀람의 딸인 에른마스이다.
에른마스의 딸 중 처음 세 명은 에리우, 반바, 포들라이다. 이 세 딸의 이름은 아일랜드와 같은 뜻이며(‘에린’의 어원이 에리우이다), 마지막 투어허 데 다넌 아르드리인 에후르 막 쿠일, 테후르 막 케크트, 케후르 막 그레네와 각각 결혼했다. 이 세 자매는 땅과 왕위와 관련된 신으로, 삼신일체로서 권력을 상징했던 것으로 추측된다. 에른마스의 또다른 세 딸은 바이브, 마하, 그리고 모리안이다. 이 자매는 “교활함의 샘물”이며 “처절한 투쟁의 근원지”라고 묘사된다. 모리안의 이름은 아난이라고도 하며, 세 명의 아들 글론(Glon), 가임(Gaim), 코스칼(Coscar)을 두었다고 한다. 17세기에 제프리 키팅이 쓴 《아일랜드의 역사》(History of Ireland)에 따르면 에리우, 반바, 포들라 3자매는 바이브, 마하, 모리안 3자매를 제각기 섬겼다고 한다.
투어허 데 다넌이 에린에 도래했을 때 먼저 살고 있던 피르 볼그와 전쟁을 벌였을 당시 모리안은 피르 볼그의 왕인 오하드 막 에르크를 죽이는 활약을 했다.
모리안은 모이투라 전투(Cath Maige Tuireadh) 때도 등장한다. 포모르와의 전투를 앞둔 삼하인 때 모리안은 다그다 모르와 밀회를 갖는다. 다그다가 모리안을 만났을 때 모리안은 유니우스 강(river Unius)의 양편에 한 발씩 올리고 서서 몸을 씻고 있었다. 어떤 문헌에서는 모리안이 이 강을 만들었다고도 한다. 둘이 성관계를 하고 나서, 모리안은 에린의 마술사들을 소환해서 투어허 데 다넌을 돕게 만들겠다고 약속한다. 그리고 포모르의 강력왕 인데히의 “심장 속의 피와 그의 용기의 신장”을 빼내서 인디히를 파멸시키겠다고 한다. 그 뒤 모리안은 인데히의 피를 한움큼 빼내어 같은 강에 흩뿌려 버리고, 인데히는 오그마에게 죽임을 당한다.
전투가 시작되려 하자 투어허 데 다넌의 지도자 루 라브다는 신들에게 각자 전투를 위해 준비해온 것이 무엇인지 질문한다. 모리안의 대답은 해석하기 어렵지만, 추적·파괴·진압이라는 말이 포함되어 있다. 전쟁터에 도착한 모리안이 시문을 외치자, 포모르 마족들이 바다 속으로 가라앉아 버린다. 전투가 끝난 뒤, 모리안은 승리를 자축하고 세계의 종말을 예언하는 다른 시문을 읊조린다.
또다른 이야기에서, 모리안은 오드라스(Odras)라는 여자의 수소를 꾀어낸다. 그러자 그것을 따라간 오드라스는 크루와한의 동굴을 통해 모리안과 함께 이세계로 가게 된다. 오드라스가 잠들자 모리안은 그녀를 물웅덩이로 바꿔 버렸다.

### 얼스터 대계
모리안은 얼스터 대계에도 등장해서 영웅 쿠 훌린과 애매한 애증 관계를 유지한다. 스토리상으로는 이것이 나중이지만, 문헌이 기록된 순서로는 신화 대계보다 앞선 것이다. 레가마인의 소몰이(Táin Bó Regamna) 당시 쿠 훌린은 모리안을 처음 만나는데, 이때 모리안은 쿠 훌린의 땅에서 얼스터의 암소를 몰고 있었다. 여신을 알아보지 못한 쿠 훌린은 모리안의 전차(chariot)에 올라타 모리안의 어깨에 발을 짚고 창으로 그 머리를 겨누면서 따지고 들었다. 이 무례에 모리안은 검은 새로 변신해서 근처 나뭇가지에 내려앉았다. 그제야 여신을 알아본 쿠 훌린은 진작 정체를 가르쳐 줬다면 자신이 원한을 사게 될 일도 없었을 것이라고 주장한다. 그러나 모리안은 쿠 훌린이 저지른 짓은 그에게 액운을 가져다 줄 것이라고 말한다. 쿠 훌린은 모리안이 자신을 해칠 수 없다고 대답하고, 모리안은 앞으로 다가올 전투에서 쿠 훌린이 살해당할 것이라고 예언하고 일련의 경고를 던진다. 모리안은 쿠 훌린에게 말한다. “그대의 죽음을 지켜보는 것은 내가 될 것이라. 그리고 내가 되어야 하리라.”
코노트의 여왕 메브(Medb)가 수소 쿨리의 돈(Donn Cuailnge)을 훔치기 위해 얼스터를 침공함으로써 쿨리의 소싸움(Táin Bó Cuailnge) 전쟁이 벌어진다. 모리안은 그리스 신화의 에리니에스의 알렉토처럼 까마귀로 변신해서 소에게 나타나 도망치라고 부추긴다. 쿠 훌린은 메브 군의 전사들을 한 번에 한 명씩 계속해서 쓰러뜨려 얼스터를 지켜낸다. 전투 막간에 모리안이 젊은 여성의 모습으로 쿠 훌린에게 나타나 자신의 사랑과 전투에서의 도움을 주겠다고 제안하지만 쿠 훌린은 그 제안을 거부한다. 그러자 모리안은 다음 전투에 개입한다. 뱀장어로 변신해서 쿠 훌린을 휘감고, 늑대로 변신해서 소떼를 여울로 몰아붙이고, 붉은 귀를 가진 흰 암소로 변신해서 그 소떼를 몰고 다닌다. 하지만 쿠 훌린은 그때마다 모리안에게 부상을 입히고, 모리안의 방해에도 불구하고 적군을 무찌른다. 마지막으로 모리안은 동물로 변신했을 때 부상을 당한 곳과 똑같은 부위 세 곳에 각각 상처를 입은 노파로 변신해서 암소 젖을 짜는 모습으로 쿠 훌린 앞에 나타난다. 모리안은 쿠 훌린에게 우유를 세 번 주고, 쿠 훌린이 한 번 마실 때마다 노파를 축복하자 상처가 하나씩 치료되었다. 쿠 훌린은 자신이 마신 우유 세 모금이 모리안과의 거래였다는 것을 알고는 그녀를 축복해 준 것을 후회한다. 모리안이 암소의 세 번째 젖꼭지에서 짠 우유를 쿠 훌린에게 주자 마지막으로 모리안의 다리가 치료되었다. “그대는 나를 절대 치료해 주지 않을 것이라고 하지 않았더냐?”라고 모리안이 말했다. 그러자 쿠 훌린은 “그 할머니가 당신인 줄 알았다면, 절대 그러지 않았을 겁니다.”라고 대답한다. 최후의 전투를 위해 군대가 모여들자 모리안은 쿠 훌린에게 유혈사태가 벌어질 것이라고 귀띔해 준다.
쿠 훌린이 죽게 되는 이야기에서, 적을 맞이하러 말을 타고 나아가던 쿠 훌린은 하그(hag, 노파 요괴)로 변신한 모리안을 만난다. 모리안은 여울가에서 피묻은 쿠 훌린의 갑옷을 빨면서 그의 죽음을 예고한다. 이야기 막바지에서 빈사상태에 빠진 쿠 훌린은 똑바로 선 자세로 죽기 위해 자기 창자로 몸을 선돌(standing stone)에 묶고 버틴다. 쿠 훌린이 죽고 나자 까마귀로 변신한 모리안이 그 어깨 위로 내려앉는다.

### 중세 주석서
작성된 순서로 따지면, 모리안이 등장하는 최초의 문헌은 라틴어 주석서(gloss)들이다. 9세기의 라틴어 불가타 성경 필사본 중 이사야서에 보면, 히브리어 릴리스(Lilith)를 번역한 단어로 라미아(Lamia)가 등장한다. 이 단어에는 “여자의 모습을 한 괴물이며, 그런즉 모리안이다”(a monster in female form, that is, a morrígan)라는 주석이 달려 있다. 역시 9세기경의 물건인 《코르막의 주석서》(Cormac's Glossary)와, 그보다 후대의 것인 H.3.18 필사본은 복수형 단어 gudemain("망령들spectres")을 복수형 단어 모리아(morrígna)와 함께 설명하고 있다. 8세기의 《O'Mulconry의 주석서》에는 마하(Macha)가 세 명의 모리아 중 한 명이라고 쓰여 있다.

## 성격과 역할
모리안은 흔히 삼신일체의 신으로 취급되지만, 모리안의 삼신일체는 다소 애매모호하며 전술했다시피 구성원 변동이 심하다. 어떤 때는 에른마스의 세 딸 중 하나로 자매인 바이브, 마하와 함께 삼신일체를 이룬다는 서술이 있는가 하면, 어떤 때는 바이브, 마한, 아난으로 이루어진 삼신일체 자체를 모리안이라는 명칭으로 칭하기도 한다. 또 이 경우 모리안 삼신일체의 구성원에 네반이나 페아가 들어가는 등 구성원 조합도 다양하다. 또는 모리안이 혼자 나타나는 경우도 있고, 바이브와 교체되어 등장하기도 한다.
보통 모리안은 ‘전쟁의 여신’으로 해석된다. W. M. 헤네시(W. M. Hennessey)의 〈고대 아일랜드의 전쟁의 여신〉("The Ancient Irish Goddess of War", 1870년)이 이 해석을 정립시키는 데 큰 영향을 미쳤다. 모리안의 역할은 주로 특정 전사의 참혹한 죽음을 예견하는 것인데, 이 점에서 후세 민담의 밴시와 연관성이 시사된다. 퍼트리샤 리사트(Patricia Lysaght)의 기록에서 이 연관성은 더욱 두드러진다. “아일랜드의 특정 지역에서는, 이 초자연적인 존재의 이름이 밴시(banshee)이며, 또한 바이브(badhb)라고도 불린다.” 모리안은 죽음이 임박했음을 알릴뿐 아니라 전쟁의 결과에도 영향을 미친다. 모리안은 까마귀의 모습으로 변신해 전사들의 머리 위를 날아다니며 공포 또는 용기의 감정을 불러일으킨다. 흔하지는 않지만 몸소 여전사로서 전투에 참여해 보다 직접적인 방식으로 특정 세력에 대한 편애를 보여준 경우도 있다.
하지만 모야 헐버트(Máire Herbert)는 “전쟁 자체는 모리안 여신의 일차적 역할이 아니다”라고 주장한다. 소로 변신한 적이 있다는 점에서 모리안의 역할은 대지, 풍요, 권력과 관계가 깊다는 것이다. 헐버트는 모리안이 전쟁의 여신으로 취급된 것은 모리안과 바이브를 혼동한 결과이며, 모리안과 바이브는 원래 별개의 존재였다고 주장한다. 모리안이 권력의 여신으로서 정치적, 군사적 원조와 군주의 보호를 베풀었다고 해석될 수 있지만, 그렇다고 무조건 전쟁의 여신으로 해석할 수는 없다는 것이 헐버트 주장의 요지다.
아일랜드 티퍼레리주에는 ‘모리안의 요리 구덩이’(Fulacht na Mór Ríoghna)라는 burnt mound(박살난 돌이나 숯이 쌓여 있는 무더기. 신석기 시대에서 철기 시대에 걸쳐 분포)가 존재한다. 미스주에는 ‘모리안의 젖무덤’(Dá Chich na Morrigna)이라는 한 쌍의 언덕이 있으며, 케리주에도 ‘아난의 젖꼭지’(Dá Chích Anann)라는 한 쌍의 언덕이 있다. 이런 이름이 붙은 지역들의 존재로 보아 모리안은 지역 수호신의 역할도 담당했던 것으로 보인다.

## 아서 왕 전설
많은 현대 작가들이 아서 왕 전설의 모건 르 페이와 모리안을 연관시키려는 시도를 해 왔다. 모건은 12세기에 몬머스의 제프리가 쓴 《멀린의 생애》(Vita Merlini)에서 처음 등장한다. 하지만 모건의 캐릭터를 정립한 중세 작가들이 보다 오래된 모리안 여신의 신화에서 일종의 영감을 받았을 뿐, 연관성은 그게 다인 것으로 보인다. 로잘린드 클라크(Rosalind Clark) 등 학자들은 모리안과 모건이 관계가 없다고 주장한다. 웨일즈어 ‘모건’(Morgan)은 어원은 바다와 관계가 있는 데 비해 아일랜드어 ‘모리안’(Morrígan)의 어원은 ‘공포’ 또는 ‘위대함’을 의미하기 때문이다. 모건 르 페이는 물의 정령인 페이(Fay, ‘호수의 귀부인’)지만 모리안은 죽음과 전쟁의 여신이라는 것 역시 각각의 어원과 연관지어 생각할 수 있다.

## 족보
|  |                         |  |  |  |  |  |  |  |  |  |  |  |  |  |  |  |
|  | 1. 모리안               |  |  |  |  |  |  |  |  |  |  |  |  |  |  |  |
|  |                         |  |  |  |  |  |  |  |  |  |  |  |  |  |  |  |
|  |                         |  |  |  |  |  |  |  |  |  |  |  |  |  |  |  |
|  | 6. 에타를람 막 누다트   |  |  |  |  |  |  |  |  |  |  |  |  |  |  |  |
|  |                         |  |  |  |  |  |  |  |  |  |  |  |  |  |  |  |
|  |                         |  |  |  |  |  |  |  |  |  |  |  |  |  |  |  |
|  | 26. 오하드 막 에타를람  |  |  |  |  |  |  |  |  |  |  |  |  |  |  |  |
|  |                         |  |  |  |  |  |  |  |  |  |  |  |  |  |  |  |
|  |                         |  |  |  |  |  |  |  |  |  |  |  |  |  |  |  |
|  | 13. 누아다 "아르게틀람" |  |  |  |  |  |  |  |  |  |  |  |  |  |  |  |
|  |                         |  |  |  |  |  |  |  |  |  |  |  |  |  |  |  |
|  |                         |  |  |  |  |  |  |  |  |  |  |  |  |  |  |  |
|  | 3. 에른마스             |  |  |  |  |  |  |  |  |  |  |  |  |  |  |  |
|  |                         |  |  |  |  |  |  |  |  |  |  |  |  |  |  |  |
|  |                         |  |  |  |  |  |  |  |  |  |  |  |  |  |  |  |

## 같이 보기
- 바바 야가
- 스카하크

## 참고 자료
- Rosalind Clark, The Great Queens: Irish Goddesses from the Morrígan to Cathleen Ní Houlihan (Irish Literary Studies, Book 34)
- Barry Cunliffe, The Ancient Celts
- Miriam Robbins Dexter, Whence the Goddesses: A Source Book
- James MacKillop, Dictionary of Celtic Mythology
- Daithi O hOgain, Myth, Legend and Romance: An Encyclopedia of the Irish Folk Tradition Prentice Hall Press, (1991) : ISBN 0-13-275959-4
- Anne Ross, Pagan Celtic Britain: Studies in Iconography
- Anne Ross, "The Divine Hag of the Pagan Celts", in V. Newall (ed.), The Witch Figure.